# لورانس إتش. سميث
لورانس إتش. سميث هو محامي وسياسي أمريكي، ولد في 15 سبتمبر 1892 في راسين في الولايات المتحدة، وتوفي في 22 يناير 1958 في واشنطن العاصمة في الولايات المتحدة. نشط حزبياً في الحزب الجمهوري. وقد انتخب عضو مجلس النواب الأمريكي ‏.